# Peter Däppen
Peter Däppen (* 10. April 1950) ist ein Schweizer Curler und Olympiasieger.

## Karriere
Däppen war Ersatzspieler der Schweizer Mannschaft bei den XVI. Olympischen Winterspielen 1992 in Albertville im Curling. Die Mannschaft von Skip Urs Dick gewann die olympische Goldmedaille nach einem 7:6-Sieg im Final gegen Norwegen um Skip Tormod Andreassen. Da Curling damals noch eine Demonstrationssportart war, besitzt die Medaille keinen offiziellen Status.

## Erfolge
- 1. Platz Olympische Winterspiele 1992 (Demonstrationswettbewerb)
- 3. Platz Europameisterschaft 1992